# Dia Art Foundation
Dia Art Foundation est une organisation à but non lucratif qui initie, soutient, présente et préserve des projets artistiques. Elle a été créée en 1974 par Philippa de Menil, la fille du mécène des arts de Houston Dominique de Menil et héritière de la fortune de Schlumberger, le marchand d'art Heiner Friedrich, le mari de Philippa, et Helen Winkler, historienne de l'art à Houston. La fondation soutient des projets « dont la nature ou l'ampleur empêcheraient d'autres sources de financement ».
Dia détient une importante collection d'œuvres d'artistes des années 1960 et 1970, exposées à Dia Beacon qui a ouvert ses portes dans la vallée de l'Hudson en 2003. Dia présente également des expositions et des programmes au Dia Chelsea à New York. En plus de ses espaces d'exposition à Dia Beacon et Dia Chelsea, Dia expose de nombreuses commandes, d'installations à long terme et de projets in situ, notamment axés sur le land art, à l'échelle nationale et internationale. La collection permanente de Dia comprend des œuvres d'artistes qui se sont fait connaître dans les années 1960 et 1970, notamment Joseph Beuys, Dan Flavin, Donald Judd, Agnes Martin et Andy Warhol. L'art de cette période représentait un changement radical dans la pratique artistique et souvent à grande échelle; il est parfois éphémère ou spécifique à un site.

## Histoire
Heiner Friedrich est un marchand d'art allemand avec des galeries à Munich et à Cologne qui présentaient des artistes tels que Andy Warhol, Cy Twombly, Donald Judd et Dan Flavin. En 1973, Friedrich déménage ses galeries à New York. Cette année-là, Friedrich se rend à Houston pour visiter la chapelle Rothko où il rencontre l'assistante de Dominique de Menil, Helen Winkler et Philippa de Menil. Friedrich et Philippa de Menil se marient lors d'une cérémonie soufie en 1979.
Friedrich, Winkler et Philippa de Menil fondent Dia en 1974,. L'objectif de l'organisation est de financer des artistes créant des œuvres à des échelles ou avec de nature particulières que les sources de financement de l'époque ne pouvaient pas soutenir. Le plan de Friedrich était de créer un système de financement similaire aux systèmes de mécénat de la Renaissance. Friedrich a la vision et les contacts artistiques, tandis que Philippa de Menil a l'argent pour soutenir l'idée.
Dia tire son nom du mot grec dia (δια). Dia accueille d'abord un groupe d'artistes qui comprend Donald Judd, Dan Flavin, John Chamberlain, Walter De Maria, La Monte Young et Marian Zazeela.

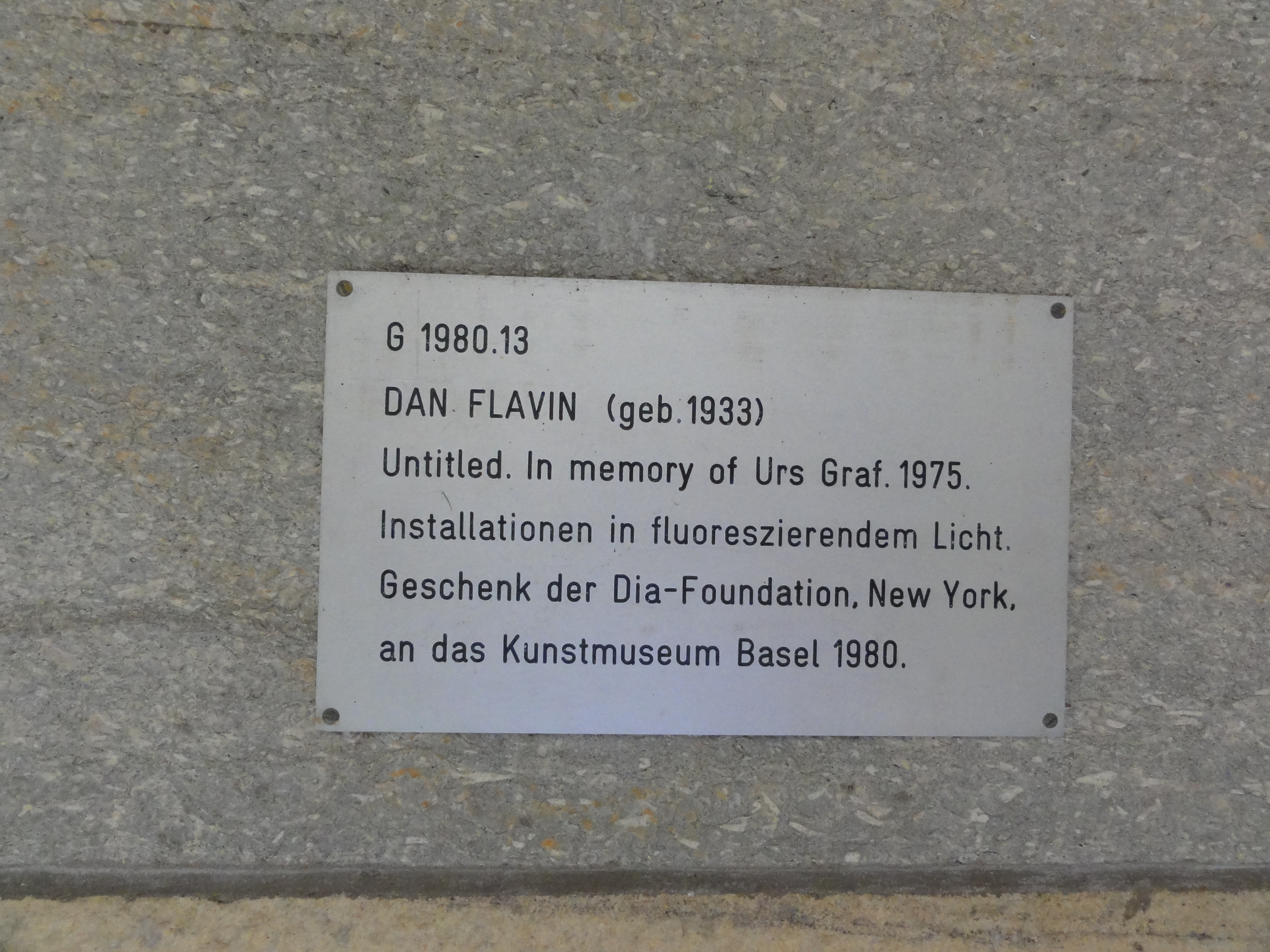
Plaque pour Sans titre (À la mémoire d'Urs Graf), la première installation d'art public de Dia.

Après une série de performances et d'expositions temporaires à la galerie Friedrich de SoHo, Dia installe sa première œuvre d'art public en 1975 au Kunstmuseum, à Bâle, en Suisse. Cette œuvre, Untitled (In memory of Urs Graf) de Dan Flavin, a été installée dans la cour du musée et se compose de tubes fluorescents de couleurs variées délimitant l'espace. Elle est suivie en 1976 par une rétrospective de six pièces de théâtre de Robert Whitman.
En 1977, l'espace de la galerie de Friedrich est transformé en une exposition permanente de The New York Earth Room de Walter De Maria. La même année, Dia achète un cratère volcanique en Arizona pour James Turrell pour son projet Roden Crater et le finance. En 1979, le deuxième emplacement de la galerie de Friedrich est également cédé à Walter De Maria pour une installation artistique permanente, The Broken Kilometer.
Dia continue d'acheter des bâtiments pour créer des musées individuels. À partir de 1979, la fondation engage l'architecte Richard Gluckman et commence à chercher des structures en béton armé adaptées à des expositions d'art. Ainsi, une ancienne caserne de pompiers et une église sont achetés pour le Dan Flavin Art Institute, et le Mercantile Exchange pour Young et Zazeela pour créer Dream House. Cette série d'achats se poursuit dans les années 1980 avec l'achat d'un immeuble pour Robert Whitman et un ancien bâtiment de banque à Winchendon, Massachusetts pour le projet de musée de Fred Sandback, puis une ancienne caserne de pompiers remplie d'œuvres lumineuses de Flavin, des logements pour Muzaffer Ozak et le fort fermé DA Russell à Marfa, au Texas, qu'ils ont renommé The Art Museum of the Pecos pour abriter des œuvres de plusieurs artistes financés par Dia. Les 350 acres, maintenant connus sous le nom de Chinati Foundation, ont été conçues par Donald Judd.

## Collection et rénovations
En 2015, Jessica Morgan devient la nouvelle directrice. Alors que Dia détient des œuvres de moins de 50 artistes, Morgan se concentre dans ses nouvelles collections sur des œuvres de femmes et d'artistes internationaux afin de diversifier la collection en grande partie blanche et masculine. Elle met également fin à la construction d'un nouveau bâtiment à Chelsea au profit de la fusion de trois bâtiments que la Fondation possède déjà et sur l'utilisation des fonds collectés pour soutenir la dotation.

## Emplacements

### Dia Beacon, Galeries Riggio
Dia Beacon, Riggio Galleries à Beacon, New York, est situé dans une ancienne imprimerie construite en 1929 par Nabisco. Lors de son ouverture en 2003 avec 160 000 pieds carrés (14 864,49 m2)   d'espace d'exposition, il devient un des plus grands musées à ouvrir aux États-Unis depuis l'ouverture du Museum of Modern Art à la fin des années 1930.
Chaque galerie est conçue spécifiquement pour l'art qu'elle contient. L'espace est limité aux œuvres de 25 artistes, dont :
- l'œuvre en plusieurs parties Shadows d'Andy Warhol de 1978 à 1979, qui se déroule autour des murs d'une seule grande pièce.
- des sélections de la série de monuments à lumière fluorescente de Dan Flavin (1964–81), exposées dans une pièce de la taille d'un terrain de football.
- les sculptures monumentales en acier Torqued Ellipses de Richard Serra.
- Nord, Est, Sud, Ouest de Michael Heizer (1967/2002).

Les galeries de peintures du musée d'On Kawara, Agnes Martin, Blinky Palermo et Robert Ryman reçoivent la lumière du nord réfléchie sur plus de 34 000 pieds carrés (3 158,7 m2)  de lucarnes.
Dia a collaboré avec Robert Irwin et l'architecte OpenOffice pour dessiner le plan du bâtiment du musée et de son cadre extérieur. Le terrain comprend une cour d'entrée et un stationnement avec un bosquet d'arbres fruitiers en fleurs et un jardin à la française, tous deux conçus par Irwin.

### Dia Bridgehampton
Dia Bridgehampton, anciennement connu sous le nom de Dan Flavin Art Institute, est un musée de Bridgehampton, New York, ouvert en 1983 pour abriter neuf œuvres lumineuses fluorescentes de Dan Flavin exposées en permanence. Outre l'exposition permanente, il y a aussi une galerie pour des expositions temporaires et une exposition sur l'histoire du bâtiment.

### Dia Chelsea

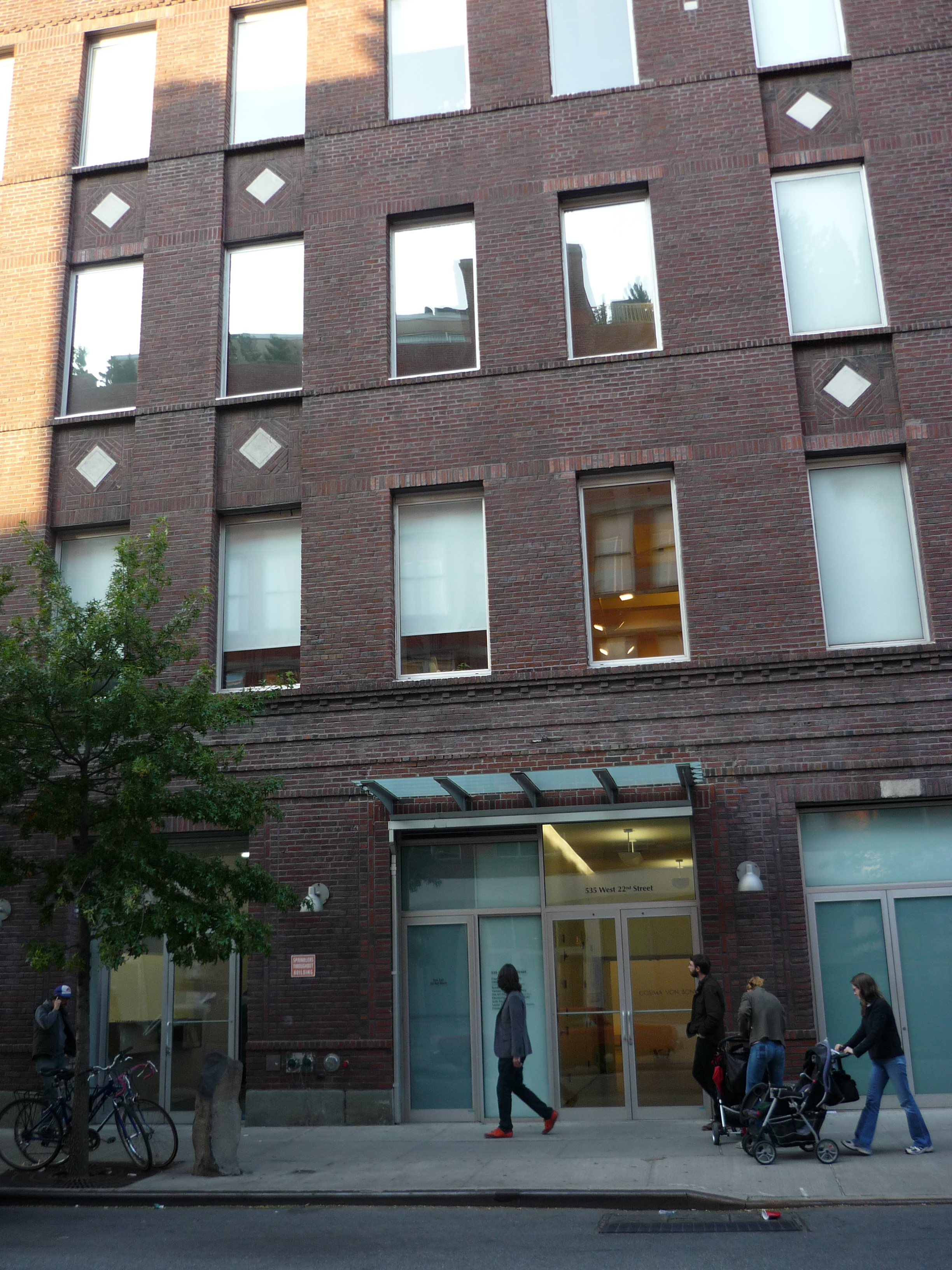
Ancienne maison de Dia Chelsea et site actuel du projet artistique X Initiative.

À partir d'octobre 1987, lorsque Dia Chelsea est inauguré, il attire environ 16 000 à 17 000 visiteurs par an. Avant sa fermeture pour rénovation en février 2004, la fréquentation est passée à environ 60 000 personnes.
Dia a commencé comme une institution dédiée au soutien de projets à long terme d'artistes vivants, et pendant plusieurs années, elle a essayé de collecter des fonds pour construire un espace pour de telles entreprises à Manhattan.
En 2015, la nouvelle directrice de Dia, Jessica Morgan, réactive trois propriétés déjà détenues par Dia à Chelsea avec une exposition de La Monte Young et Marian Zazeela. À partir de septembre 2016, Hauser & Wirth reprend l'ancien espace comme résidence temporaire tout en construisant son nouveau bâtiment.
En 2018, Dia annonce un plan pluriannuel pour revitaliser ses sites, y compris la rénovation des espaces actuels de Dia.

### Collection permanente
Au cours des dix premières années de Dia, ses fondateurs ont rassemblé une collection d'un groupe restreint d'artistes. En 1979, la Dia Art Foundation acquiert Shadows (1978–79), l'installation de peinture monumentale d'Andy Warhol composée de 102 toiles.
En 1991, Dia donne à la Menil Collection à Houston six de ses meilleures œuvres de Twombly en prévision de la Twombly Gallery qui ouvre ses portes en 1995. Pour l'ouverture de Dia Beacon, Dia augmente sa collection avec des acquisitions ciblées dont les trois sculptures de la série Torqued Ellipses de Richard Serra (1996–97). Avec le soutien de la Fondation Lannan, des artistes eux-mêmes et d'autres, la collection s'enrichit de dons, d'achats et de prêts à long terme d'œuvres d'autres artistes de la même génération Bernd et Hilla Becher, Louise Bourgeois, Hanne Darboven, Michael Heizer, Robert Irwin, On Kawara, Sol LeWitt, Agnes Martin, Bruce Nauman, Gerhard Richter, Robert Ryman, Robert Smithson et Lawrence Weiner, ainsi que d'autres œuvres d'artistes déjà représentés.
Ces dernières années, Dia s'est concentré sur l'élargissement de sa collection pour mettre en lumière un mélange d'artistes plus diversifié et international. Les artistes féminines qui ont été ajoutées à la collection permanente incluent Mary Corse, Nancy Holt, Dorothea Rockburne, Michelle Stuart et Anne Truitt. En 2017, Dia acquiert des œuvres de Kishio Suga et Lee Ufan, apportant des œuvres phares du mouvement Mono-ha des années 1960 au Japon dans la collection afin de promouvoir une meilleure compréhension du travail réalisé à l'échelle internationale au cours de cette période,. En 2017, Robert Ryman, un artiste clé de Dia, fait don de 21 de ses œuvres à l'institution, faisant de la collection Dia's Ryman une collection inégalée dans toute autre collection publique.